# Seleção Argelina de Futebol de Areia
A Seleção Argelina de Futebol de Areia representa a Argélia nas competições internacionais de futebol de areia. É controlada pela Federação Argelina de Futebol (FAF), entidade que organiza a modalidade no país.

## Melhores Classificações
- Copa do Mundo de Futebol de Areia - Nunca participou da competição.
- Campeonato de Futebol de Areia da CAF - 6º Lugar em 2011